# Lenguas ecuatoriales
La hipótesis ecuatorial, propuesta por Joseph Greenberg (1956, 1987), propone que varias grupos de lenguas sudamericanas, entre ellas: las macro-arawak, macro-tupí, macro-jívaras, las uru-chipaya y un buen número de lenguas aisladas, están emparentadas dentro de una unidad filogenética válida.
Es de advertir, que esta hipótesis, al igual que otras propuestas por Greenberg para el continente americano, ha sido ampliamente cuestionada por diversos especialistas en estas lenguas, por basarse en una metodología con un margen de error demasiado alto (Landaburu, 1999) y sobre una evidencia lingüística débil. Por esa razón la mayoría de los especialistas consideran la propuesta altamente especulativa.

## Clasificación
Greenberg propone que la macrofamilia ecuatorial como una división del Amerindio meridional incluyendo diversas familias. Dicha clasificación ha variado desde la primera propuesta (1956), hasta la última (1987). De acuerdo con la última propuesta de Greenberg (1987), el tronco ecuatorial sería parte del filo Ecuatorial-Tucano, en el cual estarían también las lenguas macro-tukano.

### Greenberg (1956)
El grupo ecuatorial inicialmente propuesto por Greenberg en 1956, era parte de un hipotético grupo andino-ecuatorial posteriormente abandonado la propuesta de 1987. Entre el grupo ecuatorial inicialmente propuesto, y más tarde abandonado estaban las siguientes ramas:
1. Arawak
2. Arauá
3. Chapacura-wañam
4. Uru-chipaya
5. Tupí
6. Zamuco
7. Timoto-Cuica
8. Guahibo–Pamigua
9. Salibano
10. Otomaco–Taparita
11. Kamsá
12. Tuyuneri (=Harákmbut)
13. Yurucaré
14. Cayuvava

### Greenberg (1987)
El grupo ecuatorial revisado por Greenberg en 1987 consta de 12 ramas, entre las que están:
1. Macro-arawak
2. Cayuvava [A]
3. Coche [A]
4. Jívaro-Candoshi-Yaruro
5. Karirí-Tupí
6. Macú-Piaroa-Sáliba
7. Tarumá [A]
8. Timote-Cuica
9. Trumaí [A]
10. Tushá [A]
11. Yuracaré [A]
12. Zamuco

La gran mayoría de estos subgrupos son lenguas aisladas [A].

### Filo tukano-ecuatorial
La propuesta de Greenberg (1987), propone que las unidades filogenéticas llamadas macro-tucano, ecuatorial (macro-arawak) formarían el phylum tucano-ecuatorial. Este sería uno de los cuatro super-filos en que se clasificarían las lenguas amerindias de Sudamérica:
- Filo chibchano-paezano
- Filo andino (aimara, quechua, andino norte, ...)
- Filo tucano-Ecuatorial
  - Filo macro-tucano (tukano, catuquina, makú, nambikuara, ...)
  - Filo Ecuatorial (macro-arawak, macro-tupí, ...)
- Filo Yê-Pano-Caribe

Esta clasificación naturalmente ha sido muy criticada por las mismas razones generales que el resto de la hipótesis amerindia.